# Bernadette – Das Wunder von Lourdes
Bernadette – Das Wunder von Lourdes ist ein französischer Spielfilm aus dem Jahre 1988. Im Jahr 1990 wurde die Fortsetzung La Passion de Bernadette veröffentlicht.

## Inhalt
Bernadette Soubirous ist das Älteste von vier Kindern einer armen Familie. Im Alter von 14 Jahren erscheint ihr 1857 die Jungfrau Maria weiß gekleidet 17 Mal in der Nähe der Grotte de Massabielle. Dies löst einige Kontroversen aus. Bernadette wird polizeilichen und medizinischen Untersuchungen unterzogen. Auch ihr Pfarrer ist anfangs skeptisch. Am Ende wird Lourdes zum Wallfahrtsort.

## Produktion
Der Film wurde 1987 gedreht und im Jahr darauf veröffentlicht.

## Kritik
„Das Leben der Heiligen auf die Leinwand zu bringen, ist immer eine riskante Aufgabe […]. Dieser Film hatte nicht den verdienten Erfolg, denn er zeigt eine einfache Bernadette, die ihre Richter mit Demut und gesundem Menschenverstand verwirren kann, in der herrlichen Kulisse der Pyrenäen.“